# Channa lucius
Channa lucius es una especie de pez del género Channa, familia Channidae. Fue descrita científicamente por Cuvier en 1831.
Se distribuye por Asia: Tailandia hasta Indonesia.. La longitud estándar (SL) es de 40 centímetros. Habita en arroyos, ríos, lagos y estanques y se alimenta de peces, gambas, cangrejos y camarones.
Está clasificada como una especie marina inofensiva para el ser humano. Es muy apreciado y comercializado.